# Arna micronides
Arna micronides är en fjärilsart som beskrevs av Van Eecke 1928. Arna micronides ingår i släktet Arna och familjen tofsspinnare. Inga underarter finns listade i Catalogue of Life.